# Telmatobius oxycephalus
Telmatobius oxycephalus es una especie  de anfibios de la familia Leptodactylidae.

## Distribución geográfica
Se encuentra en la Argentina.